# Lurberg
Lurberg eller Lurberget är det sydliga avbrottet på Hedesundaåsen i Brunn, Hedesunda mot Flarn (Flaren) och Dalälven. Lurberg är fullbebyggd med villor. Enligt en sägen vaktar fru Lura över en silverskatt i berget. Se Brunns Silfvergrufva.